# Breitflügelfledermaus
Die Breitflügelfledermaus (Eptesicus serotinus) ist eine Fledermausart aus der Gattung der Breitflügelfledermäuse (Eptesicus), die der Familie der Glattnasen (Vespertilionidae) zugeordnet ist.

## Merkmale
Charakteristisch für die Breitflügelfledermäuse sind ein schwarzbraunes bis schwarzes Gesicht, dunkle Ohren und Flughäute. Die Rückenfellfärbung variiert von hellem Rauchbraun bis zum dunklen Schwarzbraun. Das Bauchfell ist etwas heller und oft gelbbraun gefärbt.
Mit einer Kopf-Rumpf-Länge zwischen 6 und 8 Zentimetern gehören die Breitflügelfledermäuse zu den größeren europäischen Fledermausarten. Die Tiere haben eine Flügelspannweite von 32 bis 38 Zentimetern und erreichen ein Gewicht zwischen 14 und 35 Gramm.
Ihren Namen verdankt diese Art ihren breiten gerundeten Flügeln, die ihre Flugsilhouette charakteristisch macht und eine Unterscheidung zu anderen Arten wie beispielsweise gegenüber den Abendseglern ermöglicht.
Die Suchrufe im hindernisarmen Flug haben eine Hauptfrequenz von 24–27 kHz. Im hindernisreichen Flug werden höhere Hauptfrequenzen zwischen 30 und 35 kHz erreicht. Sozialrufe haben Frequenzen zwischen 15 und 28 kHz.
- Hörbeispiel: Rufe der Breitflügelfledermaus im Fledermausdetektorⓘ/? (Download)

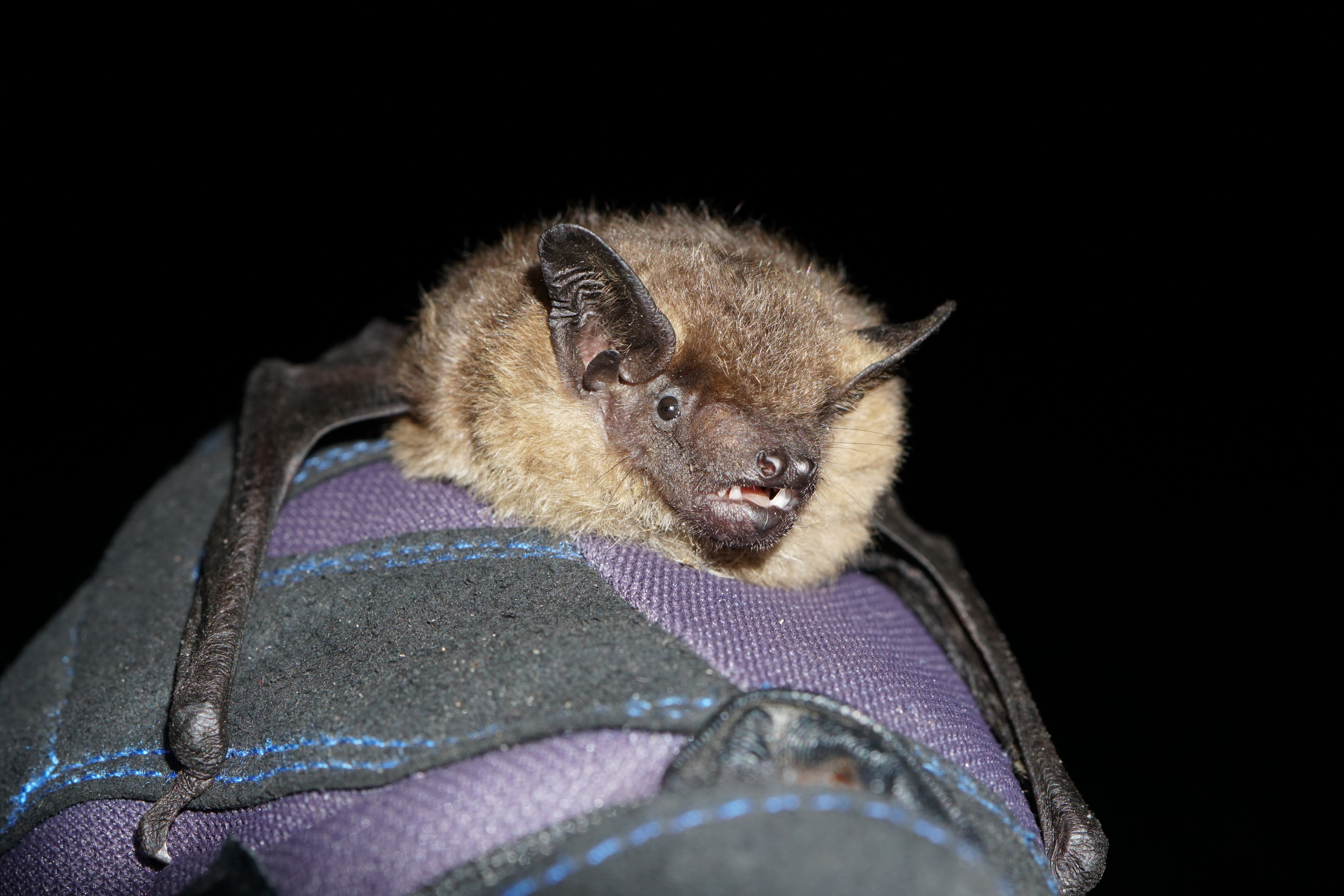
Dunkles Gesicht der Breitflügelfledermaus mit länglichem abgerundeten Tragus

## Verbreitung
Die Breitflügelfledermäuse sind vom Mittelmeer im Süden über ganz Europa bis zu einer Verbreitungsgrenze nördlich des 55. Breitengrades im Norden verbreitet. Die Verbreitungsgrenze verläuft durch Südengland und Südschweden. Im Norden Großbritanniens sowie in Finnland, Norwegen, im Baltikum und in einigen Teilen Südfrankreichs wurde diese Art bisher nicht nachgewiesen. Außerhalb Europas kommt sie auch im nördlichen Afrika sowie in weiten Teilen Asiens (bis Korea, Taiwan und Thailand) vor.

## Ernährung und  Jagdverhalten
Die Hauptnahrung der Breitflügelfledermaus variiert jahreszeitlich. Überwiegend besteht die Nahrung aus größeren Käfer- (Coleoptera) und Schmetterlingsarten (Lepidoptera), wobei im Mai und Juni Maikäfer (Melolontha) und Junikäfer (Rhizotrogus) und im August Nachtfalter, Dung- (Aphodius) und Mistkäferarten (Geotrupes) die Hauptbeutetiere darstellen. Die Breitflügelfledermaus kann ihre Beutetiere sowohl auf dem Boden als auch im Flug fangen.
Die Jagd startet in der Abenddämmerung 20–30 Minuten nach Sonnenuntergang mit dem Verlassen ihrer Quartiere. Die Fledermäuse können eine Strecke bis zu 8 km zu ihren Jagdrevieren auf individuellen Routen zurücklegen. Dabei fliegen sie langsam (15 km/h) und in einer Höhe von 3–5 Metern. Sie jagen oft in Gruppen, die Jagdgebiete umfassen unter anderem Gärten, Waldränder, Straßenlaternen, Wiesen, große Einzelbäume oder auch Gewässer.
Bei starkem Niederschlag und Temperaturen unter 10 °C finden keine Jagdausflüge statt.

## Quartiere
Breitflügelfledermausgruppen verfügen über bis zu einigen Dutzend Quartieren. Diese werden oft gewechselt, wobei die optimale Temperatur des Quartiers eine große Rolle spielt. Weitere Faktoren sind Störungen und vermutlich Kot und Parasiten.
Als Sommerquartiere bevorzugt die Breitflügelfledermaus warme Spalten an und in Gebäuden. Diese Quartiere können sich hinter Fassadenverkleidungen, Regenrinnen, Attiken oder Ähnlichem befinden.
Erwachsene Männchen werden oft alleine oder in kleinen Gruppen in Quartieren angetroffen. Die Weibchen werden meistens in Gesellschaft anderer Weibchen in Gruppen von bis zu einigen Dutzend Tieren angetroffen. Die Jungen werden meistens in Gesellschaft anderer Weibchen in sogenannten Wochenstuben geboren und gesäugt. Bei Quartierwechseln klammern sich die Fledermauskinder an ihren Müttern fest.
In den bekannten großen Fledermaus-Winterquartieren (z. B. Kellern, Bunkern oder Dachböden), wo beispielsweise Wasserfledermäuse (Myotis daubentonii) oder Abendsegler (Nyctalus) überwintern, findet man nur einzelne oder wenige Breitflügelfledermäuse. Über die Winterquartiere der Breitflügelfledermäuse ist wenig bekannt. Es gibt Hinweise darauf, dass manche Sommerquartiere auch zur Überwinterung genutzt werden.
Die Breitflügelfledermaus gehört zu den ortstreuen Arten. Sie unternimmt keine weiten Wanderungen.

## Fortpflanzung
Wann die Tiere die Geschlechtsreife erreichen, ist noch nicht geklärt. Vermutet wird aber, dass die Männchen nach dem ersten Winterschlaf die Geschlechtsreife erreichen. Ob das Erreichen der Geschlechtsreife der Weibchen vor oder nach dem ersten Winterschlaf liegt, ist zurzeit noch unklar. Auch der Zeitpunkt der Begattung ist noch Gegenstand von Forschungen.
Während des Geschlechtsverkehrs hält sich das Männchen am Rücken des Weibchens fest und beißt ihr in dessen Nacken. Der erigierte Penis wird auf der Suche nach der Vulva um die Schwanzmembran des Weibchens bewegt. Nachdem die Vulva aufgefunden wurde, wird der Penis fest dagegen gedrückt. Eine Penetration findet nicht statt. Es wird angenommen, dass es sich bei dieser Beobachtung um die ersten bekannten Fälle von nicht-penetrierendem Geschlechtsverkehr bei Säugetieren handelt.
Die Jungen kommen im Juni zur Welt und sind nach vier bis fünf Wochen flügge und nach sechs Wochen bereits selbständig.

## Bedrohung
Die Breitflügelfledermaus steht unter Naturschutz. Eines der Hauptprobleme für die heimischen Fledermäuse ist der Mangel an geeigneten Tages- und Winterschlafquartieren sowie an Quartieren für Wochenstuben, in denen die Jungtiere zur Welt kommen und vom Muttertier gepflegt werden, bis sie selbständig sind. Durch umfangreiche Fassadensanierungen verringert sich die Anzahl möglicher Quartiere für die Breitflügelfledermaus zunehmend. Zudem können Breitflügelfledermäuse beim Auskriechen aus den Quartieren von Katzen gegriffen werden.